# Jaroslav Marx
Jaroslav Marx (* 20. července 1971) je bývalý český fotbalový obránce.

## Fotbalová kariéra
V české lize hrál za Slováckou Slavii Uherské Hradiště. Nastoupil ve 23 ligových utkáních. Ve druhé lize hrál i za SKP Znojmo, FK Baník Havířov a SK Tatran Poštorná. Dále hrál v Německu za KFC Uerdingen 05 a Bonner SC a na Maltě za Birkirkara FC, Balzan Youths a Valletta FC. V Poháru UEFA nastoupil za Birkirkaru ve 2 utkáních.

## Ligová bilance
| Ročník                               | Zápasy | Góly | Klub                                     |
| ------------------------------------ | ------ | ---- | ---------------------------------------- |
| Českomoravská fotbalová liga 1992/93 | -      | -    | SKP Znojmo                               |
| 2. česká fotbalová liga 1993/94      | -      | 1    | FK Baník Havířov                         |
| 2. česká fotbalová liga 1994/95      | -      | 0    | FK Baník Havířov                         |
| 1. česká fotbalová liga 1995/96      | 23     | 0    | FC JOKO Slovácká Slavia Uherské Hradiště |
| 2. česká fotbalová liga 1996/97      | 23     | 1    | FC JOKO Slovácká Slavia Uherské Hradiště |
| 2. česká fotbalová liga 1997/98      | 20     | 0    | FC JOKO Slovácká Slavia Uherské Hradiště |
| 2. česká fotbalová liga 1998/99      | 24     | 0    | SK Tatran Poštorná                       |
| CELKEM 1. česká liga                 | 23     | 0    |                                          |